# Javier Rojo
Francisco Javier Rojo García (Pamplona, 2 de marzo de 1949) es un político español, miembro del PSE-EE y presidente del Senado entre 2004 y 2011.

## Biografía
Nació el 2 de marzo de 1949 en la ciudad de Pamplona. Se trasladó a Vitoria cuando era muy joven. Casado y con dos hijas. Es maestro industrial especializado en Artes Gráficas.En abril de 2004 fue nombrado presidente del Senado.
Aunque prácticamente su vida ha sido en la capital vasca, siempre se ha considerado muy pamplonés y muy navarro.

### Actividad política
Miembro de la UGT desde 1976, al año siguiente ingresó en el Partido Socialista de Euskadi (PSE), siendo posteriormente Secretario General de la Agrupación Socialista de Vitoria, ciudad de la cual fue regidor en su ayuntamiento entre los periodos 1983-1984 y 1991-1996. Fue diputado foral de Álava en los periodos 1979-1983 y 1987-1991, y procurador de las Juntas Generales de Álava (1983-1987 y 2003-2004). En las elecciones generales de 1982 fue elegido diputado en el Congreso por la circunscripción de Álava, escaño que repetiría en las elecciones de 1986 y 1989. En las elecciones generales de 1993 fue elegido senador por Álava, siendo reelegido en las elecciones de 1996, 2000, 2004 y 2008. Tras la victoria del PSOE en las elecciones de 2004 ocupó el cargo de Presidente del Senado (2004-2011). En septiembre de 2011 abandonó la vida pública.

## Cargos desempeñados
- Diputado Foral de Álava (1979-1983).
- Diputado por Álava en el Congreso de los Diputados (1982-1993).
- Concejal del Ayuntamiento de Vitoria (1983-1984).
- Procurador de las Juntas Generales de Álava (1983-1987).
- Concejal del Ayuntamiento de Vitoria (1991-1996).
- Senador por Álava en el Senado de España (1993-2011).
- Diputado por Álava en el Parlamento Vasco (2001-2002).
- Secretario general del PSE de Álava (2002-2005).
- Procurador de las Juntas Generales de Álava (2003-2004).
- Presidente del Senado de España (2004-2011).